# Maler von Palermo 489
Der Maler von Palermo 489 war ein mit einem Notnamen bezeichneter antiker griechischer Vasenmaler, der seine Werke im korinthisch-schwarzfigurigen Stil verzierte. Er arbeitete während der Übergangszeit vom orientalisierenden zum schwarzfigurigen Stil (640 bis 625 v. Chr.). Bekannt ist er vor allem als Ausbilder des Kolumbus-Malers und damit indirekt auch Beeinflusser weiterer bedeutender früher korinthischer Vasenmaler wie des Chimaira-Malers und der Chimaira-Gruppe um diesen. Darrell A. Amyx nennt ihn den großen Lehrer des Kolumbus-Malers und einen kraftvollen und vollendeten Maler. Er bemalte vor allem Aryballoi.